# エルグランセニョール
エルグランセニョール (El Gran Senor) とはアイルランドの競走馬および種牡馬である。1983年ヨーロッパ最優秀2歳馬、1984年ヨーロッパ年度代表馬、および最優秀3歳馬、最優秀マイラー。血統も、全兄にデュハーストステークスを勝ち、種牡馬としてブリーダーズカップ・マイル優勝馬ラストタイクーンを出したトライマイベストがいる良血馬である。日本関連では姪のフサイチパンドラが2006年のエリザベス女王杯に優勝した。
距離を問わない活躍をし、生涯の連対率は100パーセントを誇った。脚部不安のために引退は早かったが、破った相手がその後ことごとく活躍しており、1980年代の競走馬の中ではトップクラスの評価を得ている。
また、近年のヨーロッパの大種牡馬サドラーズウェルズとは同期で同厩舎のライバルであったが、現役時代の成績は本馬の方が優秀であった。
2006年10月18日、老衰による衰弱のため安楽死措置が取られた。25歳。

## 生涯

### 2歳時
その良血ぶり、調教師、当時の大馬主が所有していることもあって、デビュー前から注目されていた馬でアイルランドのデビュー戦を勝利で飾り、レイルウェイステークス (G3) 、ナショナルステークス（当時はG2）を楽勝する。
そして英2歳チャンピオン決定戦のデュハーストステークスで後の凱旋門賞馬、レインボウクエストを破って無敗で初G1制覇をする。この年、欧州最優秀2歳馬に選ばれた。

### 3歳時
年明け最初の出走となったグラッドネスステークスでも、同厩舎で後にアイリッシュ2000ギニーやエクリプスステークスを制することになるサドラーズウェルズに2馬身差をつけ優勝した。そして、イギリスに渡りイギリス2000ギニーに出走することとなった。この年はかつてブリガディアジェラード、ミルリーフ、マイスワローが激突した1971年と同じぐらいハイレベルなメンバーとされていた、後にサセックスステークス、ジュライカップを勝つことになるチーフシンガーを2馬身半差離して快勝した。
無敗のまま挑んだダービーステークスでもこれまでの実績から圧倒的な1番人気に支持された。しかしレースでは直線で逃げ込みを図るところを、後方から追い込んできた5番人気のセクレトに短頭差で差し切られ2着に惜敗した。セクレトは当馬を管理するヴィンセント・オブライエンの息子、デイヴィッド・オブライエンの管理馬であった。
このまま12ハロン（約2400メートル）という距離を不安視されることを嫌った陣営は同じ芝12ハロンのアイリッシュダービーを次走に決めた。ここには前回負かされたセクレトやジョッケクルブ賞（フランスダービー）の勝ち馬であるダルシャーンも出走を表明しており、ハイレベルなメンバーが集まっていた。しかしアイリッシュダービー直前に、セクレトのオーナーが変わり、新たなオーナーがキングジョージ6世&クイーンエリザベスダイヤモンドステークスから凱旋門賞への路線変更を決断してここを回避、さらにダルシャーンも硬い馬場を嫌い回避となった。
こうして、メンバーが薄くなったアイリッシュダービーでは、逃げるレインボウクエストを差し切って快勝。その後、セクレトとの再戦としてキングジョージ6世&クイーンエリザベスダイヤモンドステークスから凱旋門賞というプランが立てられたが、脚部不安を発症したため引退となった。

### 種牡馬としてのエルグランセニョール
多くの有力馬を破ってきたエルグランセニョールだったが、種牡馬入り初年度から受精率が悪く、産駒も多く恵まれなかった。しかしその中でも、キングジョージ6世&クイーンエリザベスダイヤモンドステークスの勝ち馬であるベルメッツやイギリス2000ギニー、アイリッシュ2000ギニーの勝ち馬であるロドリゴデトリアーノらを輩出した。
その後、年を重ねる毎に受精率の低下が見られ、2000年の夏に種牡馬を引退した。

### ブルードメアサイアーとしてのエルグランセニョール
種牡馬としては結果を残せなかったエルグランセニョールだったが、ブルードメアサイアーとしては逆に多くの名馬を輩出した。特に産駒のToussaudの繁殖成績が優秀（詳細は同馬の項）であった。他にもグランドスラムを出したBright Candlesや日本でも阪神牝馬特別で2着に入線したアドマイヤサンデー（産駒にフサイチホウオー・トールポピー・アヴェンチュラ）、日経賞の優勝馬アルナスラインなどを輩出し、母系に入ってその血を後世に伝えている。

## 競走成績
- 1983年（4戦4勝）
  - デュハーストステークス (G1) 、ナショナルステークス (G2) 、レイルウェイステークス (G3)
- 1984年（4戦3勝）
  - イギリス2000ギニー (G1) 、アイリッシュダービー (G1)

## 代表産駒
- ベルメッツ
  - キングジョージ6世&クイーンエリザベスダイヤモンドステークス (G1)
- ロドリゴデトリアーノ
  - ミドルパークステークス (G1) 、イギリス2000ギニー (G1) 、アイリッシュ2000ギニー (G1) 、インターナショナルステークス (G1) 、チャンピオンステークス (G1)
- Lit de Justice
  - ブリーダーズカップ・スプリント (G1)

## 血統表
| エルグランセニョールの血統（ノーザンダンサー系 / War Admiral4×5=9.38%、Hyperion4×5=9.38%、Discovery5×5=6.25%） | エルグランセニョールの血統（ノーザンダンサー系 / War Admiral4×5=9.38%、Hyperion4×5=9.38%、Discovery5×5=6.25%） | エルグランセニョールの血統（ノーザンダンサー系 / War Admiral4×5=9.38%、Hyperion4×5=9.38%、Discovery5×5=6.25%） | （血統表の出典）   | （血統表の出典） |
| 父 Northern Dancer 1961 鹿毛                                                                                   | 父の父Nearctic 1954 黒鹿毛                                                                                     | Nearco | Pharos             | Pharos           |
| 父 Northern Dancer 1961 鹿毛                                                                                   | 父の父Nearctic 1954 黒鹿毛                                                                                     | Nearco | Nogara             |                  |
| 父 Northern Dancer 1961 鹿毛                                                                                   | 父の父Nearctic 1954 黒鹿毛                                                                                     | Lady Angela | Hyperion           | Hyperion         |
| 父 Northern Dancer 1961 鹿毛                                                                                   | 父の父Nearctic 1954 黒鹿毛                                                                                     | Lady Angela | Sister Sarah       |                  |
| 父 Northern Dancer 1961 鹿毛                                                                                   | 父の母Natalma 1957 鹿毛                                                                                        | Native Dancer                                                                                                  | Polynesian         | Polynesian       |
| 父 Northern Dancer 1961 鹿毛                                                                                   | 父の母Natalma 1957 鹿毛                                                                                        | Native Dancer                                                                                                  | Geisha             |                  |
| 父 Northern Dancer 1961 鹿毛                                                                                   | 父の母Natalma 1957 鹿毛                                                                                        | Almahmoud | Mahmoud            | Mahmoud          |
| 父 Northern Dancer 1961 鹿毛                                                                                   | 父の母Natalma 1957 鹿毛                                                                                        | Almahmoud | Arbirator          |                  |
| 母 Sex Appeal 1970 栗毛                                                                                        | 母の父Buckpasser 1963 鹿毛                                                                                     | Tom Fool | Menow              | Menow            |
| 母 Sex Appeal 1970 栗毛                                                                                        | 母の父Buckpasser 1963 鹿毛                                                                                     | Tom Fool | Gaga               |                  |
| 母 Sex Appeal 1970 栗毛                                                                                        | 母の父Buckpasser 1963 鹿毛                                                                                     | Busanda | War Admiral        | War Admiral      |
| 母 Sex Appeal 1970 栗毛                                                                                        | 母の父Buckpasser 1963 鹿毛                                                                                     | Busanda | Businesslike       |                  |
| 母 Sex Appeal 1970 栗毛                                                                                        | 母の母Best in Show 1965 栗毛                                                                                   | Traffic Judge                                                                                                  | Alibhai            | Alibhai          |
| 母 Sex Appeal 1970 栗毛                                                                                        | 母の母Best in Show 1965 栗毛                                                                                   | Traffic Judge                                                                                                  | Traffic Court      |                  |
| 母 Sex Appeal 1970 栗毛                                                                                        | 母の母Best in Show 1965 栗毛                                                                                   | Stolen Hour | Mr.Busher          | Mr.Busher        |
| 母 Sex Appeal 1970 栗毛                                                                                        | 母の母Best in Show 1965 栗毛                                                                                   | Stolen Hour | Late Date F-No.8-f |                  |